# Slaník
Slaník (deutsch Slanik) ist eine Gemeinde in Tschechien. Sie liegt vier Kilometer östlich von Strakonice in Südböhmen und gehört zum Okres Strakonice.

## Geographie

### Geographische Lage

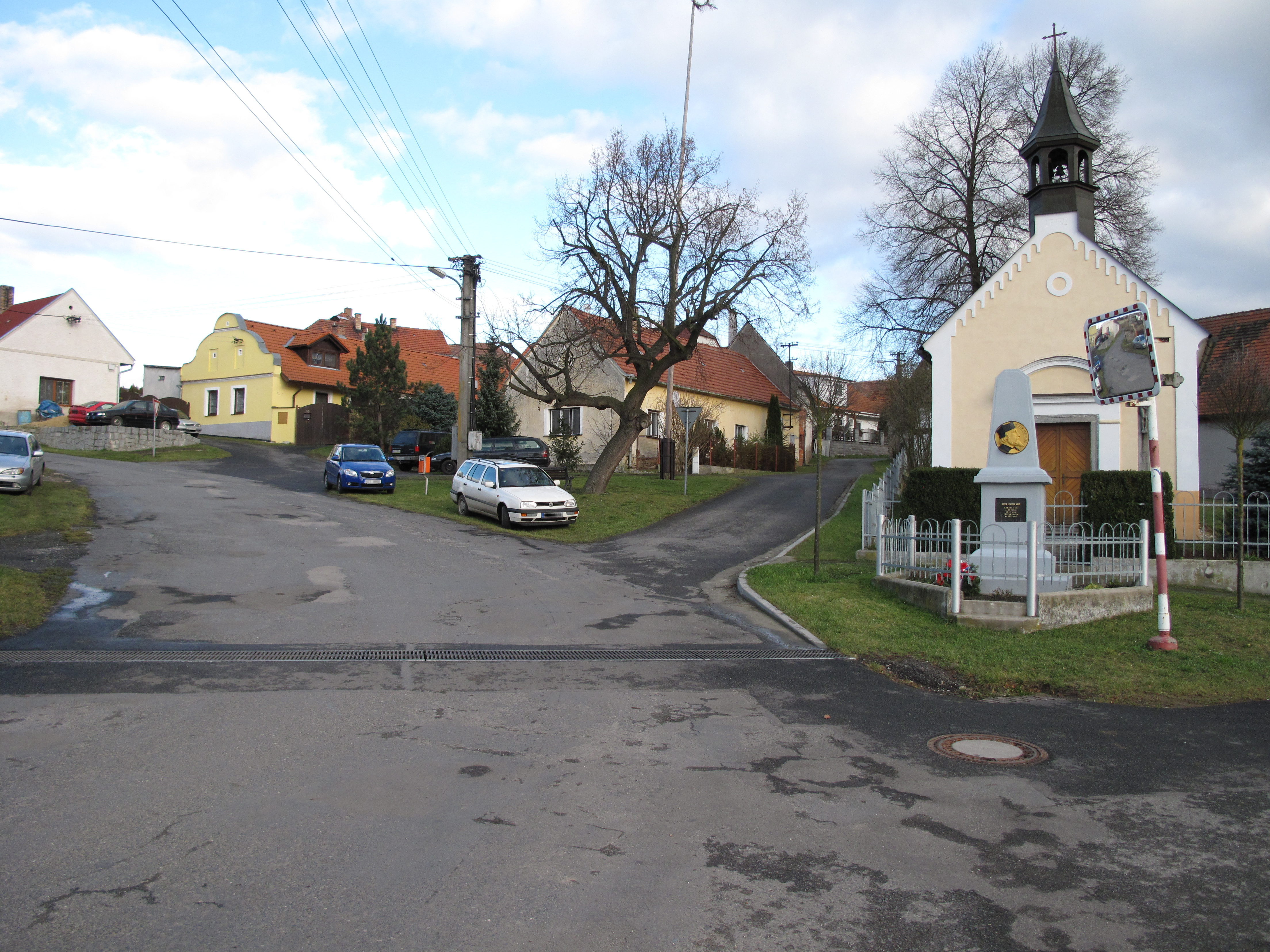
Slaník

Slaník befindet sich am Südosthang des Hügel Na Hájcích (Slanik, 442 m). Das Dorf liegt am Prallhang eines Flussknies am linken Ufer der Otava. Im Osten erhebt sich der Brdo (508 m), südöstlich der Virotín (497 m), im Südwesten die Velká Kakada (564 m), westlich der Šibeník (510 m) sowie im Nordwesten die Ryšová (527 m), der Tisovník (589 m), der Hradec (511 m) und der Jaslov (521 m). Nördlich verläuft die Staatsstraße I/4 zwischen Strakonice und Příbram.

### Gemeindegliederung
Für die Gemeinde Slaník sind keine Ortsteile ausgewiesen.

### Nachbargemeinden
Nachbarorte sind Rovná im Norden, Kbelnice und Přešťovice im Nordosten, Petrlice, U Mostáka und Štěkeň im Osten, Přeborovice, Čejetice, Sedlíkovice und Modlešovice im Südosten, Nebřehovice, Hájská und Podsrp im Süden, Přední Ptákovice und Strakonice II im Südwesten, Strakonice I und sídliště 1. Máje im Westen sowie Droužetice und Řepice im Nordwesten.

## Geschichte
Die erste schriftliche Erwähnung von Dvořec erfolgte im Jahre 1359, als die Mühle als Besitz des Gutes Řepice aufgeführt wurde.
Vor 1372 erhielt Předota von Řepice im Zuge der Güterteilung mit seinen Brüdern Dvořec und ließ als seinen Sitz eine Feste errichten. Im Jahre 1409 wurde Zikmund von Dvořec in den Kirchzehntrechnungen von Řepice erwähnt. Die alte Feste Dvořec wurde wahrscheinlich während der Kriegszeiten im 15. Jahrhundert zerstört. Ihr Standort wird südlich des ehemaligen Meierhofes auf dem hohen felsigen Ufer der Otava, wo sich heute das Gehöft Nr. 8 befindet, vermutet.
1476 bewilligte König Vladislav II. Jagiello Margarethe von Mirošov, geborene von Dvořec, den Bau einer neuen spätgotischen Feste. Diese entstand auf der Anhöhe nördlich des Meierhofes und wurde nach dem Hügel Slanik benannt. Nach Margarethe von Mirošovs Tod erbte deren Witwer das Gut. Danach fiel es an die Krone Böhmen heim. Die Feste Slaník östlich der Kapelle auf dem Gehöft Nr. 6 bestand keine 30 Jahre. Außer einem verfüllten Brunnen sind infolge späterer Steinbruchtätigkeit und dem Bau eines Wasserturmes kaum noch Reste davon erhalten. Örtliche Legenden berichten über unterirdische Geheimgänge zum Schloss Řepice.
Im Jahre 1505 schenkte Vladislav II. die „Hinterlassenschaft vom Schloss Slanik“ dem Großpriorat Strakonitz des Malteserordens, der sie an die Herrschaft Strakonitz anschloss. Da im Jahre 1569 drei Gehöfte von Slaník mit einer Mühle als besonderes Gut der Herrschaft Blatná erwähnt wurden, wird angenommen, dass die Feste selbst schon vor 1505 verkauft worden ist. Dieses besondere Gut gehörte später zur Herrschaft Čestice und letztlich der Stadtgemeinde Strakonitz.
Im Jahre 1840 bestand Slanik aus 24 Häusern mit 144 Einwohnern. Vier der Häuser gehörten der Stadtgemeinde Strakonitz.
Im Dorf gab es einen herrschaftlichen Meierhof und eine Dominikalmühle mit Brettsäge. Pfarrort war Stiekna. Bis zur Mitte des 19. Jahrhunderts blieb das Dorf immer der Herrschaft Strakonitz untertänig.
Nach der Aufhebung der Patrimonialherrschaften bildete Slaník/Slanik ab 1850 eine Gemeinde in der Bezirkshauptmannschaft und dem Gerichtsbezirk Strakonice. 1964 erfolgte die Eingemeindung nach Přešťovice. Nach einem Referendum löste sich Slaník am 24. November 1990 wieder von Přešťovice los und bildete eine eigene Gemeinde.

## Kultur und Sehenswürdigkeiten
- Kapelle am Dorfplatz
- Naturdenkmal Pastvina u Přešťovic, nördlich des Dorfes
- Naturdenkmal Tůně u Hajské, südlich von Slaník am gegenüberliegenden Flussufer
- Artesische Brunnen im Flussbett der Otava